# 安磐
安磐 （1479年—？年），字鴻漸，又字公石，號松溪，又號颐山，四川嘉定州（今乐山县）人，明朝政治人物。

## 生平
由国子生中式四川乡试第二名举人。弘治十八年（1505年）乙丑科顾鼎臣榜進士。改翰林院庶吉士。娶吴氏女为妻。正德三年（1508年），授任吏科給事中，改兵科給事中，有直聲，乞假歸乡。嘉靖初年，起复故官，四月庚辰，升礼科右给事中。六月壬午，升工科左给事中。嘉靖三年（1524年）四月辛酉，升兵科都给事中。七月因議大禮被廷杖除名。與程啟充、彭汝實、徐文華同為嘉定人，時稱嘉定四諫。約卒於嘉靖六年，葬於嘉定城东北平羌乡。杨慎撰墓志铭。万历初年，追赠太常少卿。

## 著作
工詩，《旧峨山志》称其“撒手为盐，翻水成调”。著有《颐山集》、《颐山诗话》、《易慵奏义草》和《游峨集》等。

## 家族
曾祖安浩，遇例冠帶；祖安尚民；父安祐，教授；母陳氏；繼母鄭氏。重慶下，妻程氏，弟碩；礪；□。

## 延伸阅读
[在维基数据编辑]
 《明史卷一百九十二》，出自《明史》